# سین میشاییل
سین میشاییل (انگلیسی: Sean Michaels؛ زاده ۲۰ فوریهٔ ۱۹۵۸) یک بازیگر پورنوگرافی اهل ایالات متحده آمریکا است.